# Paok Motong
Paok Motong is een bestuurslaag in het regentschap Oost-Lombok van de provincie West-Nusa Tenggara, Indonesië. Paok Motong telt 13.518 inwoners (volkstelling 2010).